# Alpheratz
Alpheratz (α And / α Andromedae / Alpha Andromedae) è la stella più luminosa della costellazione di Andromeda, posta immediatamente a nord-ovest di Pegaso. Poiché la stella è connessa a Pegaso, è conosciuta anche come Delta Pegasi (δ Peg / δ Pegasi), sebbene questo nome sia raramente usato. È situata a 97 anni luce dalla Terra, e anche se appare ad occhio nudo come una stella singola, con una magnitudine apparente pari a +2,06, in realtà è un sistema binario composto da due stelle in orbita stretta tra loro. La composizione chimica della più brillante delle due stelle è inusuale, in quanto è una stella al mercurio-manganese la cui atmosfera contiene livelli inusualmente elevati di mercurio, manganese e altri elementi, tra cui il gallio e lo xeno. È la stella al mercurio-manganese più nota.
Alpheratz è conosciuta anche come Sirrah o Sirah. Entrambi i nomi derivano dall'originale nome arabo صرة الفرس şirrat al-faras, "ombelico del destriero".

## Osservazione
Si tratta di una stella situata nell'emisfero boreale. La sua posizione moderatamente boreale fa sì che questa stella sia osservabile specialmente dall'emisfero nord, in cui si mostra alta nel cielo nella fascia temperata; dall'emisfero australe la sua osservazione risulta invece più penalizzata, specialmente al di fuori della sua fascia tropicale, sebbene sia visibile da tutti gli osservatori posti a nord di 60° S. La sua magnitudine pari a +2,06 le permette di essere facilmente individuata anche da centri urbani di dimensioni medie.
Il periodo migliore per la sua osservazione nel cielo serale ricade nei mesi compresi fra settembre e febbraio; nell'emisfero nord è visibile anche per un periodo maggiore, grazie alla declinazione boreale della stella, mentre nell'emisfero sud può essere osservata solo durante i mesi della tarda primavera e inizio estate australi.

## Caratteristiche fisiche
L'astronomo statunitense Vesto Slipher negli anni 1902-1904 fece una serie di misure e scoprì che la velocità radiale di α Andromedae variava periodicamente. Egli concluse che si trattava di un sistema binario di tipo spettroscopico con un periodo di circa 100 giorni. Un'orbita preliminare è stata pubblicata da Hans Ludendorff nel 1907, e un'orbita più precisa fu successivamente pubblicata da Robert Baker Orazio. La componente più debole del sistema è stata risolta interferometricamente nel 1988 da Xiaopei Pan et al. grazie a osservazioni effettuate dall'Osservatorio di Monte Wilson. A causa della differenza di luminosità tra le due stelle, le sue linee spettrali sono state osservate solo all'inizio degli anni 1990, nelle osservazioni fatte da Jocelyn Tomkin, Xiaopei Pan, e James K. McCarthy tra il 1991 e 1994.
Le due stelle sono ormai note per orbitare una attorno all'altra con un periodo di 96,7 giorni. La principale, più brillante, è di tipo spettrale B8IVpMnHg, ha una massa circa 3,6 quella del Sole, una temperatura superficiale di circa 13800 K, e una luminosità bolometrica di circa 200 volte quella del Sole. La secondaria, ha una massa di circa 1,8 masse solari e una temperatura superficiale di circa 8500 K, ed è 10 volte più luminosa del Sole. Si tratta di una stella, la secondaria, di tipo spettrale A3V.
La maggiore delle due stelle di cui è formata Alpheratz è la più brillante conosciuta di uno strano gruppo di stelle note come stelle al mercurio-manganese. Mostra irregolarmente alta presenza di mercurio, gallio, manganese e europio nella sua atmosfera, e un'insolita bassa presenza di altri elementi. Si crede che queste anomalie siano il risultato della separazione degli elementi, dovuta all'attrazione interna della gravità della stella che li spinge verso l'interno, e alla pressione di radiazione che li spinge verso l'esterno.

### Variabilità della principale
α Andromedae fu indicata come variabile all'inizio del XX secolo, ma osservazioni effettuate tra il 1990 e il 1994 indicavano che la sua luminosità era costante. Tuttavia, Adelman et al. tra il 1993 e il 1999 scoprirono che la linee del mercurio nel suo spettro variava, e suggeririrono che questo elemento si concentrava soprattutto all'equatore. La stella è così stata catalogata come variabile Alfa2 Canum Venaticorum, con una variazione di 0,04 magnitudini in un periodo di 23,2 ore.

### Compagna ottica
Il sistema binario ha una compagna ottica, scoperta da William Herschel il 21 luglio 1781 Designata come ADS 94 B nel Aitken Double Star Catalogue, si tratta di una stella di tipo G con una magnitudine apparente di circa 10,8. Anche se in cielo sembra vicina alle altre due stelle, si trova solo sulla linea di vista e non è legata gravitazionalmente ad esse.

## Etimologia
I nomi Alpheratz e Sirrah derivano entrambi dall'arabo سرة الفرس Surrat al-Faras "l'ombelico del destriero". Il riferimento al cavallo riflette il posizionamento storico della stella nella costellazione di Pegaso. Un altro termine per questa stella utilizzato dagli astronomi medioevali arabi era: راس المراة المسلسلة Ras al-mar'a al-musalsala "il padrone della donna in catene", che in quel caso era Andromeda.
Nello zodiaco lunare indù, questa stella, insieme con le altre stelle del Grande Quadrato di Pegaso (α, β, e γ Pegasi), rappresenta le Nakshatra Purva Bhadrapada e Uttara Bhadrapada.
In cinese, 壁 宿 (BI su), cioè muro, si riferisce ad un asterismo composto da α Andromedae e γ Pegasi. Di conseguenza, α Andromedae stesso è conosciuto come 壁 宿 二 (BI Sù Er, la seconda stella del muro.
È noto anche come una delle "Tre Guide" che segnano il primo meridiano dei cieli; le altre due sono Beta Cassiopeiae e Gamma Pegasi.